# Бухолц-коефицијент
Бухолц-коефицијент, или само Бухолц, (развио га је 1932. године Бруно Бухолц) представља систем бројева којим се у случају деобе места одређује коначан пласман на турниру који се игра по швајцарском систему. За такмичаре који деле места сабирају се сви поени њихових противника, па ко има већи збир, боље је пласиран.

## Средњи Бухолц
Турнирским правилником може бити предвиђен и „средњи Бухолц“, који се заснива на Харкинсовом методу. У том случају се из збира одстрањују „екстреми“, односно по један играч са највећим и најмањим бројем поена на турниру до 8 кола, по два играча на турниру са 9 до 13 кола, те по три такмичара на турниру са преко 13 кола. Осим израза „средњи Бухолц“ употребљава се и израз „медија Бухолц“.